# Paru Itagaki
Paru Itagaki (板垣 巴留, Itagaki Paru, nascida em 9 de Setembro de 1993) é uma mangaká japonesa. Ela é a criadora do mangá Beastars, o qual recebeu múltiplas premiações. Ela é filha do autor de Baki the Grappler, Keisuke Itagaki.

## Biografia
Paru Itagaki começou a pintar no jardim de infância e começou a desenhar mangá na segunda série.  Quando adolescente, ela criou o personagem Legoshi, um lobo antropomórfico que mais tarde apareceria em sua série de mangá Beastars.  Ela cita os filmes da Disney e os pintores Nicolas de Crécy e Egon Schiele como algumas de suas primeiras influências.
Mais tarde, ela frequentou a  Universidade de Arte de Musashino, onde estudou cinema. Ela continuou a praticar mangá como hobby enquanto estava na universidade, criando dōjinshis que ela vendia em convenções de quadrinhistas. Depois de não conseguir encontrar um emprego na indústria cinematográfica, Itagaki submeteu seus dōjinshi aos editores da editora Akita Shoten, que começou a publicar a coletânea de contos Beast Complex na Weekly Shōnen Champion em 2016.  No mesmo ano, a Weekly Shōnen Champion começou a serializar a série Beastars de Itagaki, aclamada pela crítica e comercialmente.
Em setembro de 2019, a série de mangá autobiográfica de Itagaki, Paruno Graffiti, começou a ser serializada na revista japonesa Kiss.  Em 2021, Itagaki lançou uma nova série de mangá, intitulada Sanda, na 34ª edição do Weekly Shōnen Champion em 21 de julho. Em 2024, Sanda concluiu sua serialização havendo uma adaptação para anime planejada para 2025.
Em janeiro de 2025, Itagaki começou a serializar um novo mangá intitulado Taika no Risei na 7ª edição da Weekly Shōnen Champion.

## Vida pessoal

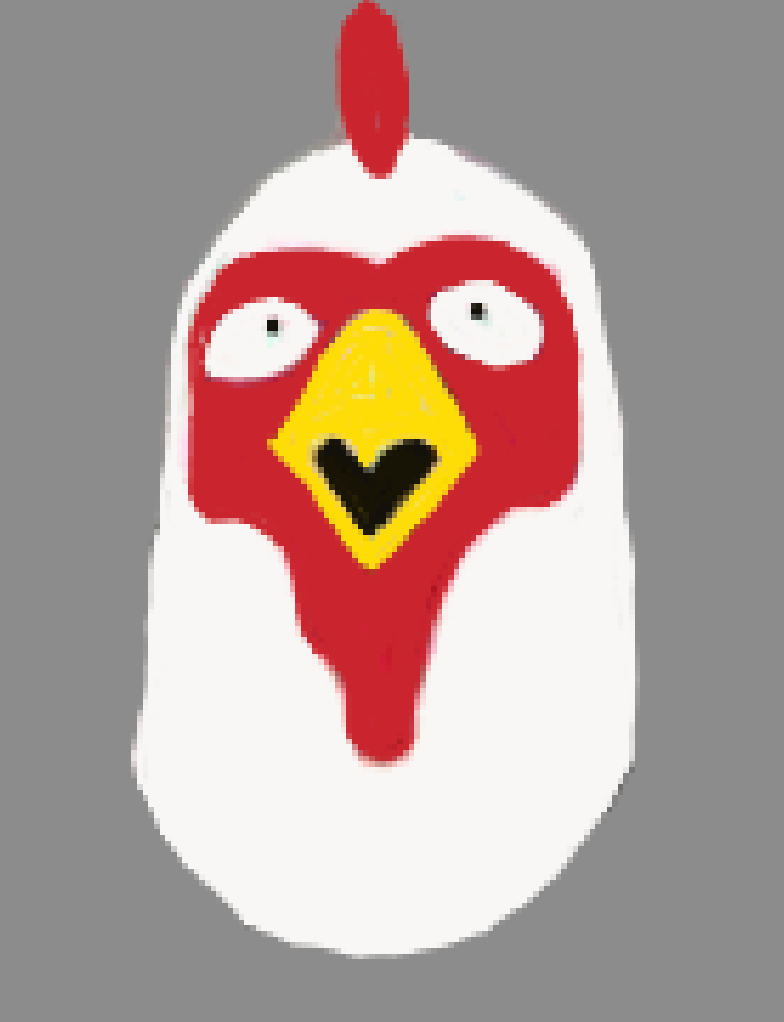
Máscara de galinha de Paru

Paru Itagaki é muito reservada sobre sua vida pessoal e usa uma máscara de galinha para esconder o rosto em todas as aparições públicas. Em 2018, tabloides japoneses relataram que Itagaki seria filha de Keisuke Itagaki, o criador da série de mangá Baki the Grappler.   Itagaki confirmou esses relatos em uma entrevista conjunta com seu pai na edição de setembro de 2019 da Weekly Shonen Champion, afirmando que não desejava revelar sua ascendência até que estivesse estabelecida na indústria de mangás para evitar acusações de nepotismo.
Em 24 de setembro de 2023, Itagaki anunciou que havia se casado.

## Obras

### Serializadas
- Beast Complex (ビーストコンプレックス, Bīsuto Konpurekkusu) (publicada na Weekly Shōnen Champion, 2016–2019; 2021–)[10][11][12]
- Beastars (publicada na Weekly Shōnen Champion, 2016–2020)[13]
- Paruno Graffiti (パルノグラフィティ, Paru no Gurafiti) (publicada na Kiss, 2019–2020)[14]
- Drip Drip (ボタボタ, Bota Bota) (publicada naWeekly Manga Goraku, 2020–2021)[15][16]
- Sanda (publicada na Weekly Shōnen Champion, 2021–2024)[5][17]

### One-shots
- White Beard and Boyne (白ヒゲとボイン, Shiro Hige to Boin) (publicada na Weekly Manga Goraku, 2018)[18]
- Manga Noodles (マンガ麺, Manga Men) (publicada na Monthly Comic Zenon, 2019)[19]